# 1 + 2
1+2 (1+2) – pierwszy album Alana Wildera, klawiszowca Depeche Mode, który solowo zaczął tworzyć jako Recoil, wydany w roku 1986. Został wydany wyłącznie jako LP na czarnym winylu.

## Utwory
1. 1 – 14:24
2. 2 – 18:37

## Twórcy albumu
- Wilder Alan

- Produkcja: Alan Wilder
- Nagrywano w Wielkiej Brytanii
- Inżynierowie: Alan Wilder
- Autor okładki:
- Wydawca:
- Dystrybucja:
- Etykieta: STUMM